# Triplax californica
Triplax californica är en skalbaggsart som beskrevs av Leconte 1854. Triplax californica ingår i släktet Triplax och familjen trädsvampbaggar.

## Underarter
Arten delas in i följande underarter:
- T. c. antica
- T. c. californica